# Lerums kommun
57°46′N 12°18′Ø / 57.767°N 12.300°Ø
Lerum kommune ligger i det svenske län Västra Götalands län, i landskapet Västergötland. Kommunens administrationscenter ligger i Lerum ved søen Aspen.

## Byer
Lerum kommune har otte byer.

indbyggere pr. 31. december 2005.
| #  | By         | Indbyggere |
| -- | ---------- | ---------- |
| 1. | Lerum      | 15.819     |
| 2. | Floda      | 7.981      |
| 3. | Gråbo      | 4.154      |
| 4. | Olstorp    | 1.017      |
| 5. | Sjövik     | 892        |
| 6. | Tollered   | 863        |
| 7. | Björboholm | 670        |
| 8. | Öxeryd     | 456        |

- Wikimedia Commons har flere filer relateret til Lerums kommun